# Обињи сир Нер
Обињи сир Нер (фр. Aubigny-sur-Nère) насеље је и општина у централној Француској у региону Центар (регион), у департману Шер која припада префектури Вјерзон.
По подацима из 2011. године у општини је живело 5680 становника, а густина насељености је износила 92,36 становника/km². Општина се простире на површини од 61,5 km². Налази се на средњој надморској висини од 186 метара (максималној 233 m, а минималној 161 m).

## Демографија
| 1962. | 1968. | 1975. | 1982. | 1990. | 1999. | 2011. |
| ----- | ----- | ----- | ----- | ----- | ----- | ----- |
| 4.569 | 5.242 | 5.468 | 5.600 | 5.803 | 5.907 | 5.680 |

График промене броја становника у току последњих година